# KK Buchnesia Nürnberg

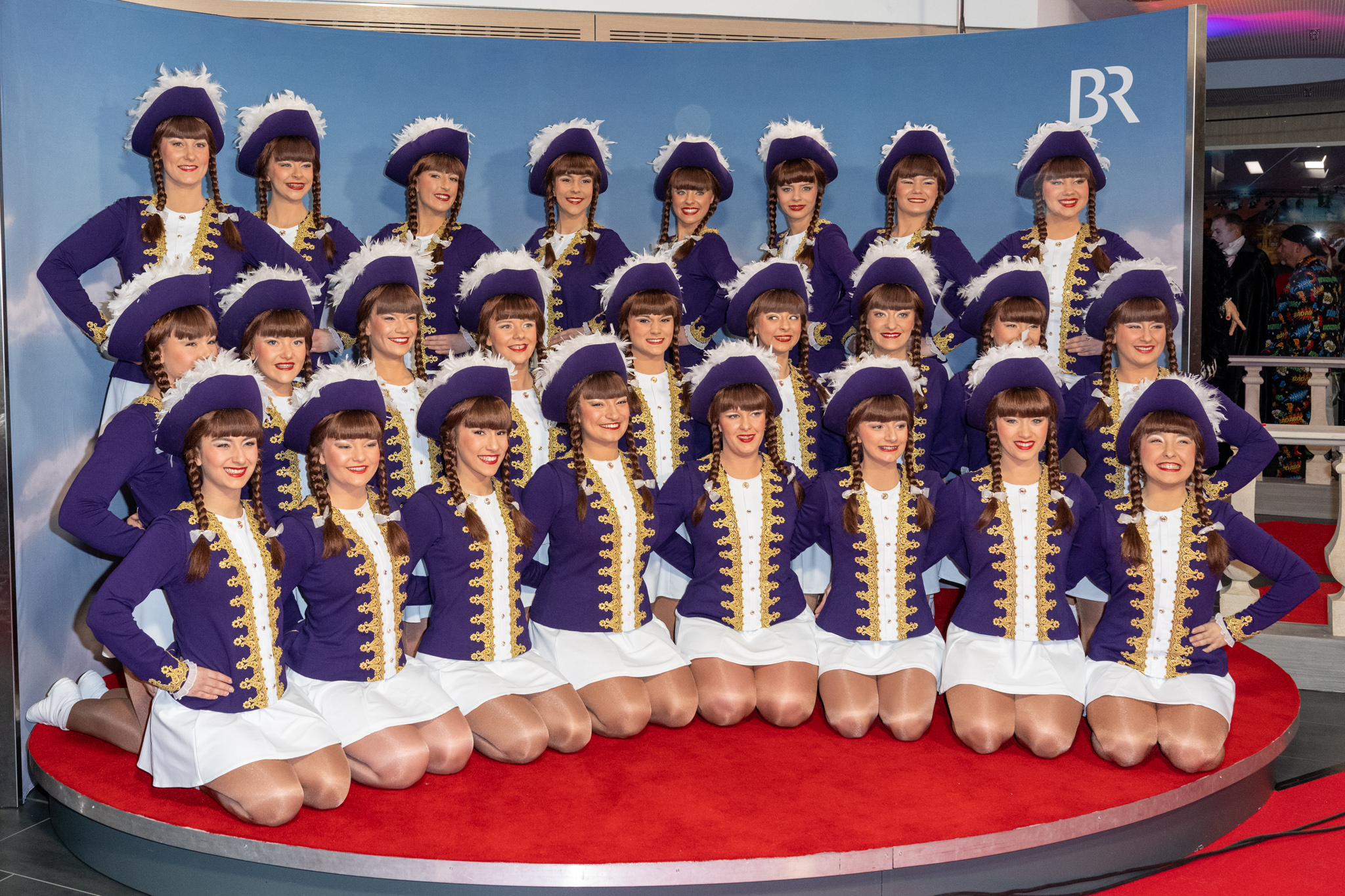
Die Selleriegarde auf dem roten Teppich bei Fastnacht in Franken 2023

Die Knoblauchsländer Karnevalsgesellschaft Buchnesia Nürnberg 1954 ist ein mittelfränkischer Karnevalsverein. Er wurde 1954 in Nürnberg-Buch gegründet.
Deutschlandweit bekannt ist er aufgrund der Teilnahme der Tänzer in der Sendung Fastnacht in Franken und die Stellung mehrerer Deutscher Meister im karnevalistischen Tanzsport. Der Verein hat 300 Mitglieder, von denen 200 aktiv sind.
Ein Tanzpaar des Vereines war insgesamt fünfmal Deutscher Meister und dreimal süddeutscher Meister Ü15. Die Selleriegarde war 15 Mal Süddeutscher Meister und achtmal Deutscher Meister. Die Juniorengarde war elfmal Süddeutscher Meister und viermal Deutscher Meister. Die Jugendgarde war fünfmal Süddeutscher Meister und einmal Deutscher Meister.

## Bekannte Mitglieder
- Peterlesboum
- Bernd Händel
- Klapfenschorsch